# Ruschia copiosa
Ruschia copiosa är en isörtsväxtart som beskrevs av L. Bol. Ruschia copiosa ingår i släktet Ruschia och familjen isörtsväxter. Inga underarter finns listade i Catalogue of Life.